# 1346

## Събития
- Начало на Черната смърт (Бубонна чума) – опустошителната епидемия, преминала през по-голямата част от Европа
- Братята български боляри Балик, Тодор и Добротица помагат на византийската императрица Ана Савойска след като във Византия избухват вътрешни междуособици.
- Датският крал продава Северна Естония на Тевтонския орден.
- Валядолидският университет е основан.
- Емир Орхан се жени за Теодора, дъщеря на Йоан VI Кантакузин.
- 16 април – Стефан Душан със семейството си е коронован за цар на сърби и гърци на църковно-народен събор в Скопие.
- 26 август – Стогодишната война: Англия разгромява Франция в битката при Креси (Северна Франция).

## Родени
- Йосташ Дешан, френски поет
- Григор Татеваци, арменски философ, педагог и църковен деятел

## Починали
- Григорий Синаит, създател на исихазма
- 26 август – Ян Люксембургски